# Desigualdad de género

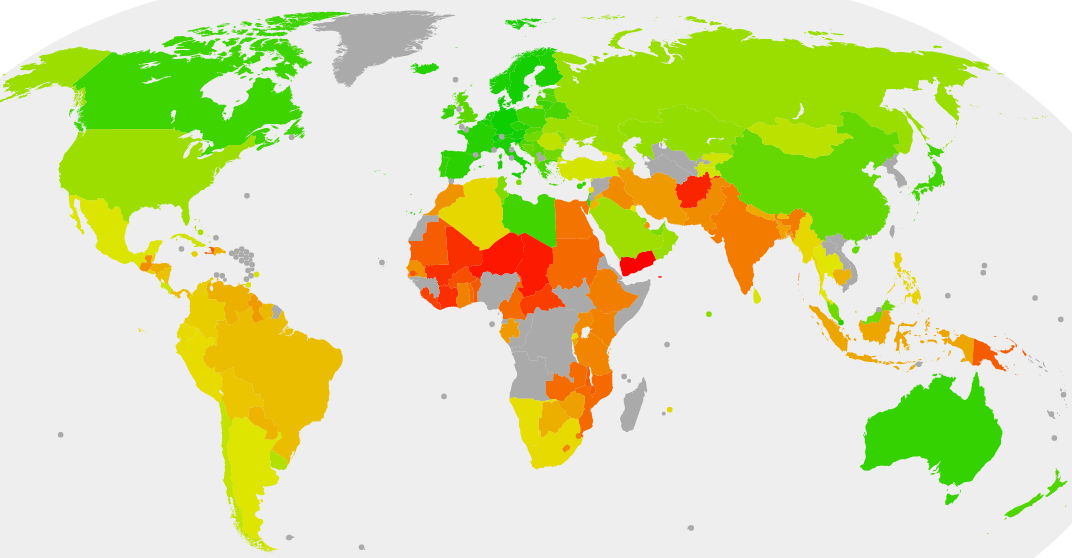
Mapa de desigualdad de género alrededor del mundo.

La desigualdad de género  se define como un fenómeno social, jurídico y cultural en el que se presenta discriminación entre las personas a razón de su género. Ocurre cuando un colectivo tiene privilegios por encima del otro, vulnerando los derechos de este último. La desigualdad de género emanaría de las concepciones sociales sobre los roles de varones y mujeres, que estarían fuertemente imbricada en leyes, regulaciones y políticas públicas. 
En términos globales, en todo el mundo las mujeres están por debajo de los varones en todos los indicadores de desarrollo sostenible. El informe El progreso de las mujeres en el mundo 2019-2020 de las Naciones Unidas revela que la mayoría de los países mantienen la desigualdad de género, tanto jurídicamente como económicamente y en términos de salud y educación. Las desigualdades de género se observan en que las mujeres conforman casi dos tercios de los analfabetos del mundo en 2021, en uno de cada cinco países las niñas no tienen los mismos derechos sucesorios que los niños, se habla de feminización de la pobreza porque la mayoría de los pobres del mundo son mujeres, las mujeres tienen menos acceso a los servicios sociales básicos que los varones, las mujeres tienen 11 puntos porcentuales más de probabilidad de no tener comida, la brecha salarial muestra que las mujeres ganan menos dinero que los varones por el mismo trabajo, y aun las que están más educadas que ellos consiguen trabajos de menor jerarquía.En Argentina según La Dirección Nacional de Economía, Igualdad y Género de Argentina, la brecha salarial alcanzó el 27,7%: las mujeres ocupadas debieron trabajar 8 días y 10 horas más que los varones ocupados para ganar lo mismo que ellos en un mes. Uno de los principales factores es la segregación horizontal en el mercado laboral. Existe una tendencia en las mujeres a insertarse en ramas menos valoradas y dinámicas, lo que resulta en salarios más bajos. En el 2do trimestre de 2022, 2 de cada 5 mujeres se insertaron en ramas asociadas al cuidado. Además, la brecha salarial se profundizó en el caso de los Servicios Sociales y de Salud (31,6%), los Servicios Comunitarios (32,7%), el Comercio (36,0%), la Industria Manufacturera (30,1%) y las Actividades Primarias (34,6%). También las brechas de tiempo y cuidados llevan a que las mujeres tengan menos tiempo para el mercado laboral y por lo tanto accedan a trabajos de menor carga horaria. Existen 40 naciones en las que los hijos varones tienen derechos de herencia que las hijas mujeres no, y solo el 2% de la tierra del planeta pertenece a mujeres mientras que el 98% pertenece a los varones, aunque las mujeres son las responsables de recolectar el agua en el 80 % de las casas sin agua corriente, en 30 países se continúa realizando la mutilación genital femenina y hay por lo menos 200 millones de mujeres operadas, dos tercios de las víctimas de trata de personas  son mujeres, las mujeres representan la gran mayoría de las víctimas detectadas que fueron objeto de trata con fines de explotación sexual, en muchos casos el 94% de las víctimas de trata para explotación sexual son mujeres, mujeres y niñas son víctimas de secuestro con fines violentos y sexuales en vez de por pedido de dinero, en muchos casos las mujeres son quienes comen últimas en la familia, muchas mujeres aún no pueden elegir esposo y cada 2 segundos una niña es forzada a matrimonio infantil en el planeta, en muchos países todavía existen códigos legales que obligan a la mujer a obedecer a su esposo, en líneas generales, el hecho de nacer mujer supone un grave peligro en cualquier lugar del mundo debido a la violencia machista, ya que algunas formas de reproducción de la desigualdad de género se inscriben en los cuerpos de las mujeres, como la violencia machista, la trata de mujeres y la prostitución.
El movimiento feminista inició un proceso de lucha por el reconocimiento de las aportaciones de las mujeres, reivindicación sus derechos sexuales, el derecho a decidir sobre su propio cuerpo y  su situación laboral. Esto  ha propiciado que se produzcan transformaciones en el ámbito del derecho, la ciencia o el arte, comenzando a visibilizar el papel de las mujeres en los diversos escenarios de la vida. El reconocimiento de derechos no ha ido necesariamente acompañado de una mejora de la situación de las mujeres hacia la igualdad con el hombre. Se considera que incluso en los países llamados 'desarrollados' existe una brecha entre los derechos e igualdades expresados formalmente y los reconocidos realmente. La diferencia salarial de género existe en todos los países de la Tierra.
La desigualdad de género puede producirse por una coacción explícita de las leyes o a través de una supuesta libre elección  condicionada por mecanismos estructurales e ideológicos según el sexo de nacimiento. La desigualdad entre los sexos es muy amplia en la mayor parte de los países, pero también existe en los países formalmente igualitarios. En España, por ejemplo, un país formalmente igualitario, la tasa de desempleo femenina duplica la tasa de desempleo masculina y las mujeres ganan una media de un 30% menos que los varones. Y todavía hay varones que tienen un pensamiento muy antiguo sobre las mujeres, como que no son capaces de hacerlo todo o que tienen que encargarse de las tareas de la casa. En Argentina una mujer es asesinada diariamente por su pareja o expareja pasando a formar parte de la lista de femicidios machistas.
Pereira de Andrade señala que el género más vulnerable a sufrir discriminación es el femenino, derivado de un sistema que centra el peso de obligaciones sobre el hombre, llamado sistema patriarcal. Entre las consecuencias de este sistema patriarcal, se encuentra la llamada violencia de género.
La feminización del hambre es un concepto que se refiere a una mayor presencia de mujeres que de varones que padecen hambre en el mundo. Esto es una consecuencia de la diferencia salarial de género, de que las mujeres tienen menor acceso a la propiedad, menor acceso al control de los recursos, son más vulnerables a la malnutrición durante el embarazo y la lactancia y sobre todo, tienen mayor vulnerabilidad  cuando se trata de familias monoparentales o madres solteras, por todos estos motivos las mujeres son más vulnerables a la pobreza y el hambre. El 70% de los afectados por hambre a nivel mundial son mujeres.